# اسکارلت جی‌ان
اسکارلت جی‌ان (به انگلیسی: Scarlet GN) با فرمول شیمیایی Na
۲C
۱۸H
۱۴N
۲S
۲O
۷ یک ترکیب شیمیایی با شناسه پاب‌کم ۶۵۳۷۶۴۲ است. که جرم مولی آن ۴۸۰٫۴۲۲ g/mol می‌باشد.